# Kirkegrenda
Kirkegrenda est une localité de Rygge de la municipalité de Moss, dans le comté d'Østfold, en Norvège.

## Description
Le village s'est construit autour de l'église de Rygge (Rygge kirke), d'où le nom de Kirkegrenda qui signifie hameau de l'église. L'église de Rygge est une église de l'époque médiévale. L'église appartient au doyenné de Vestre Borgesyssel dans le diocèse de Borg. Elle est l'une des églises médiévales en pierre les mieux conservées du comté. L'église romane a été construite vers l'an 1170. L'église de Rygge était à l'origine une église capitulaire, qui avait des revenus d'une superficie plus grande qu'une paroisse et contenait plusieurs villages. Le matériau de construction est la pierre et la brique. Le bâtiment se caractérise par l'utilisation de grosses pierres, en partie de granit, avec des parties de la façade sculptées, notamment de grandes parties du portail nord. Il a une longue nef et un chœur inférieur et plus étroit. L'église a été restaurée en 1967.
Kirkegrenda a été développé à la fin des années 1960 , principalement par des employés de la Rygge Air Force Base (en).

## Galerie

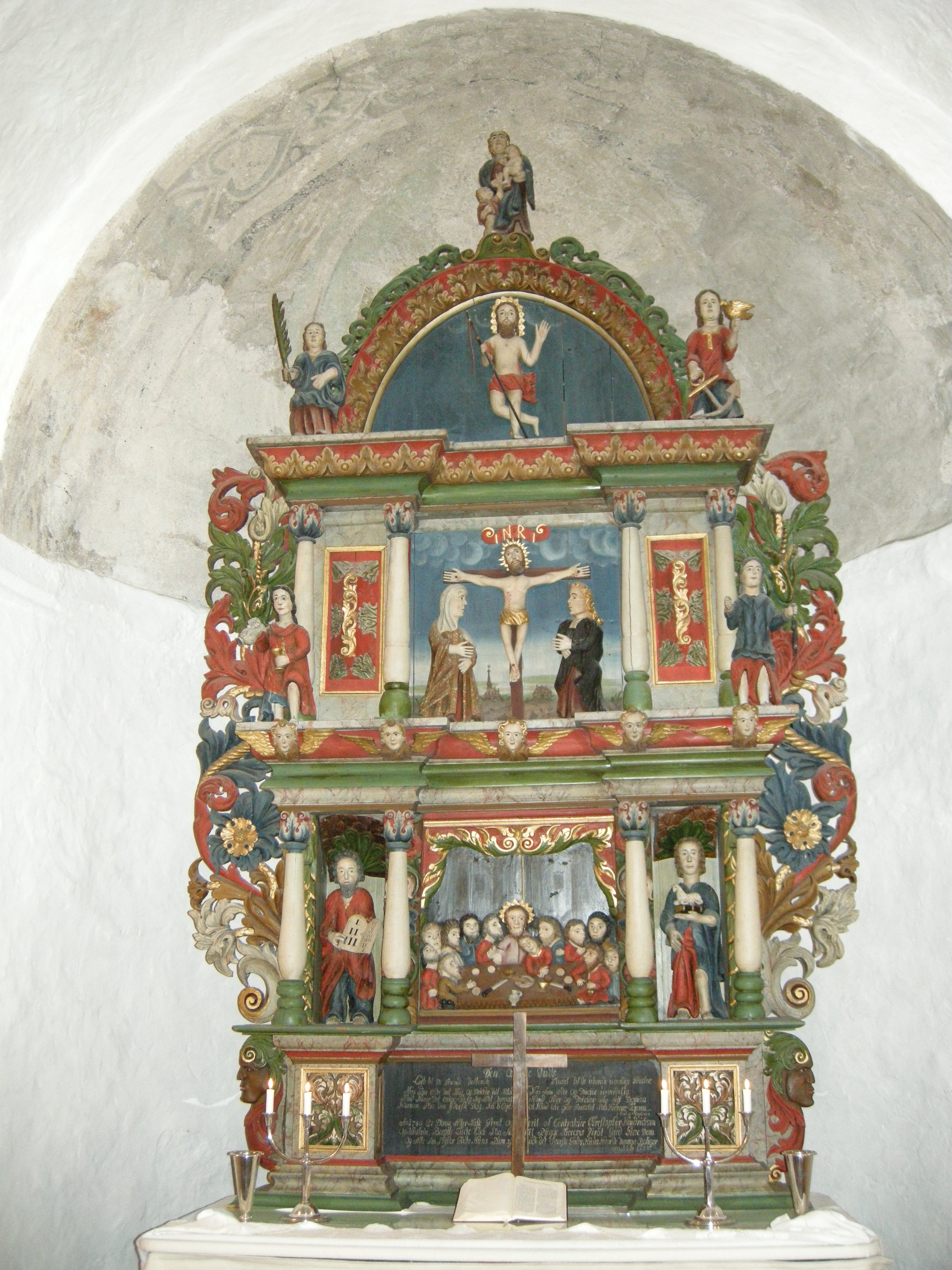
Retable
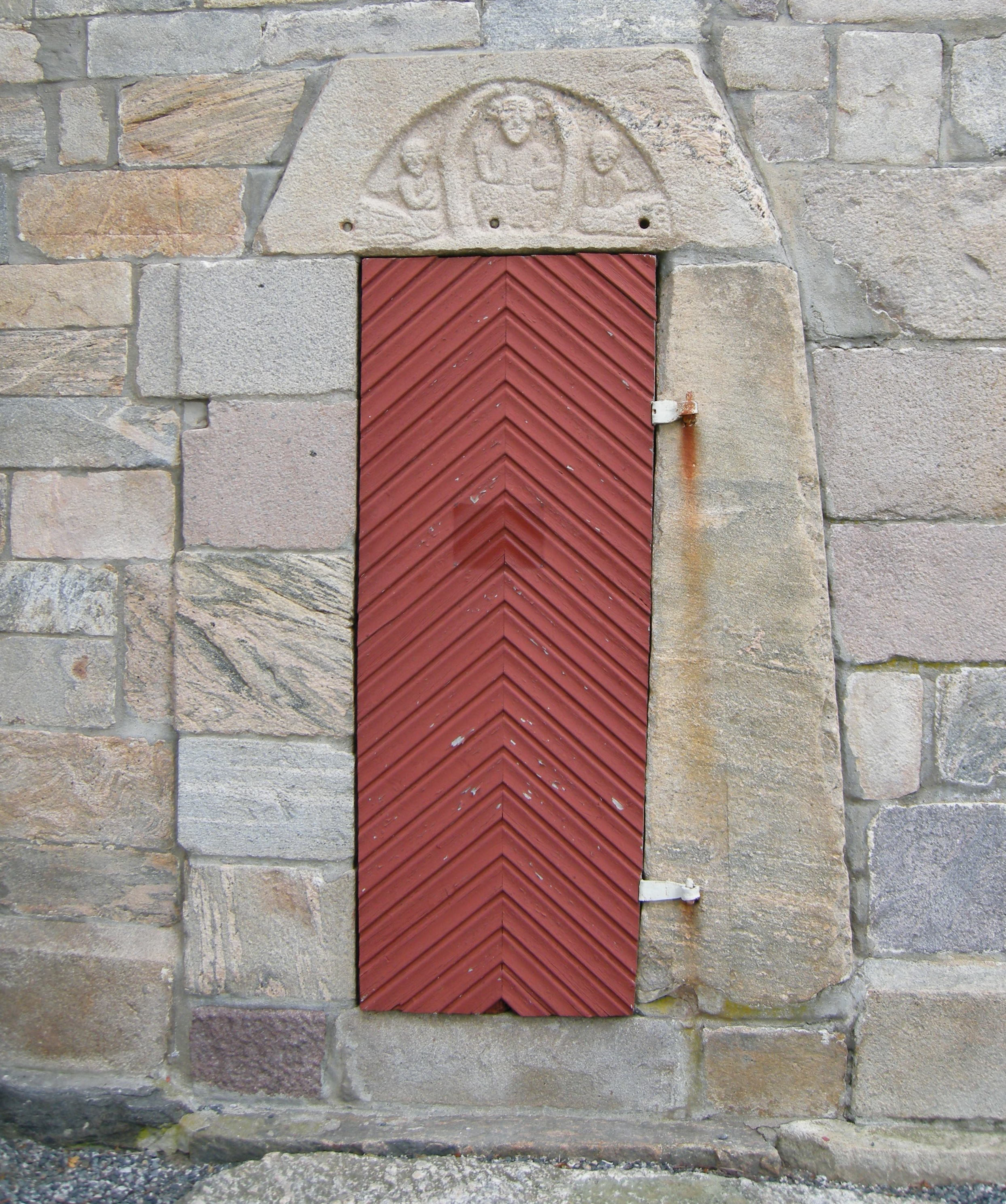
Porte latérale
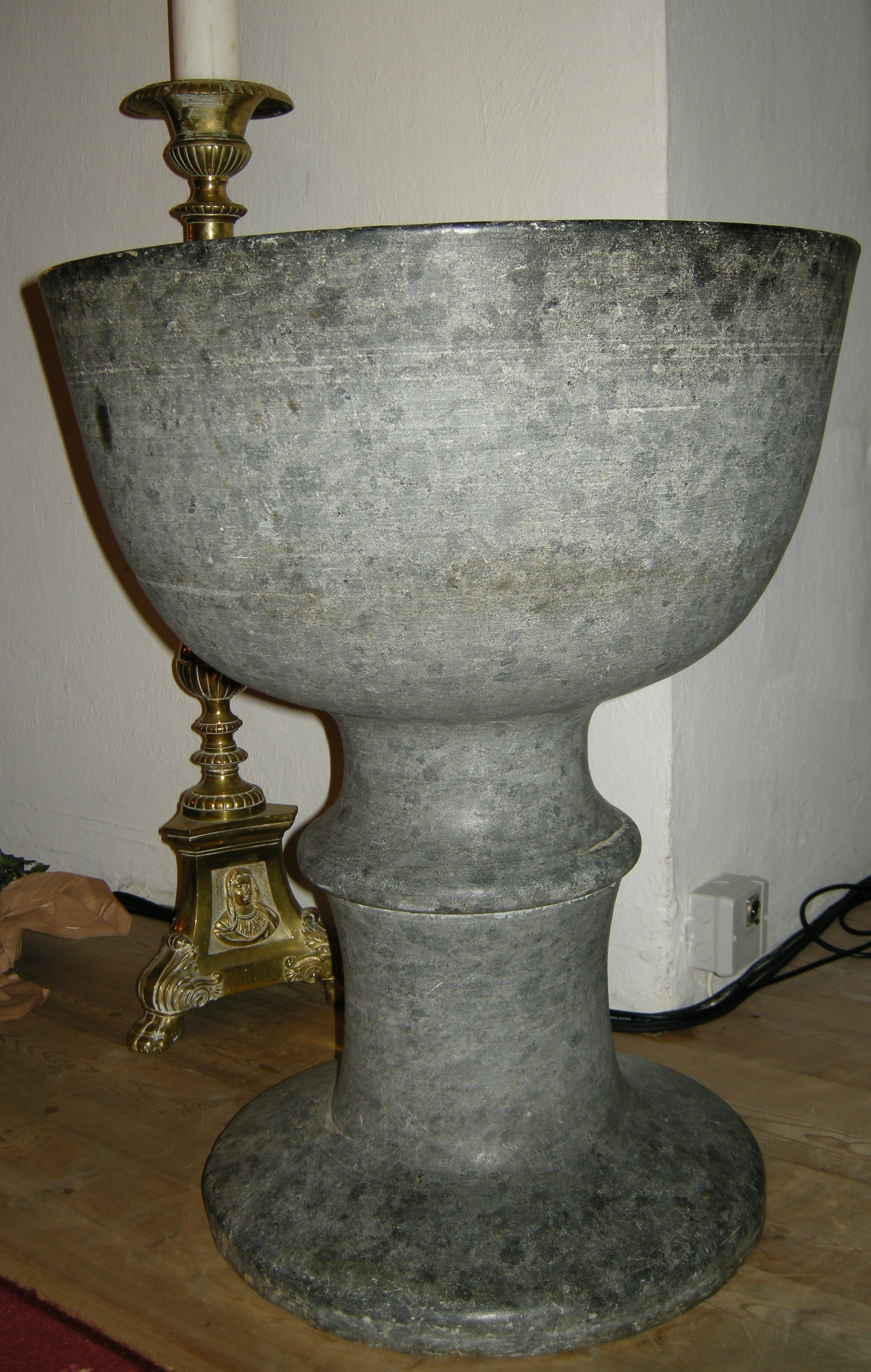
Fonts baptismaux
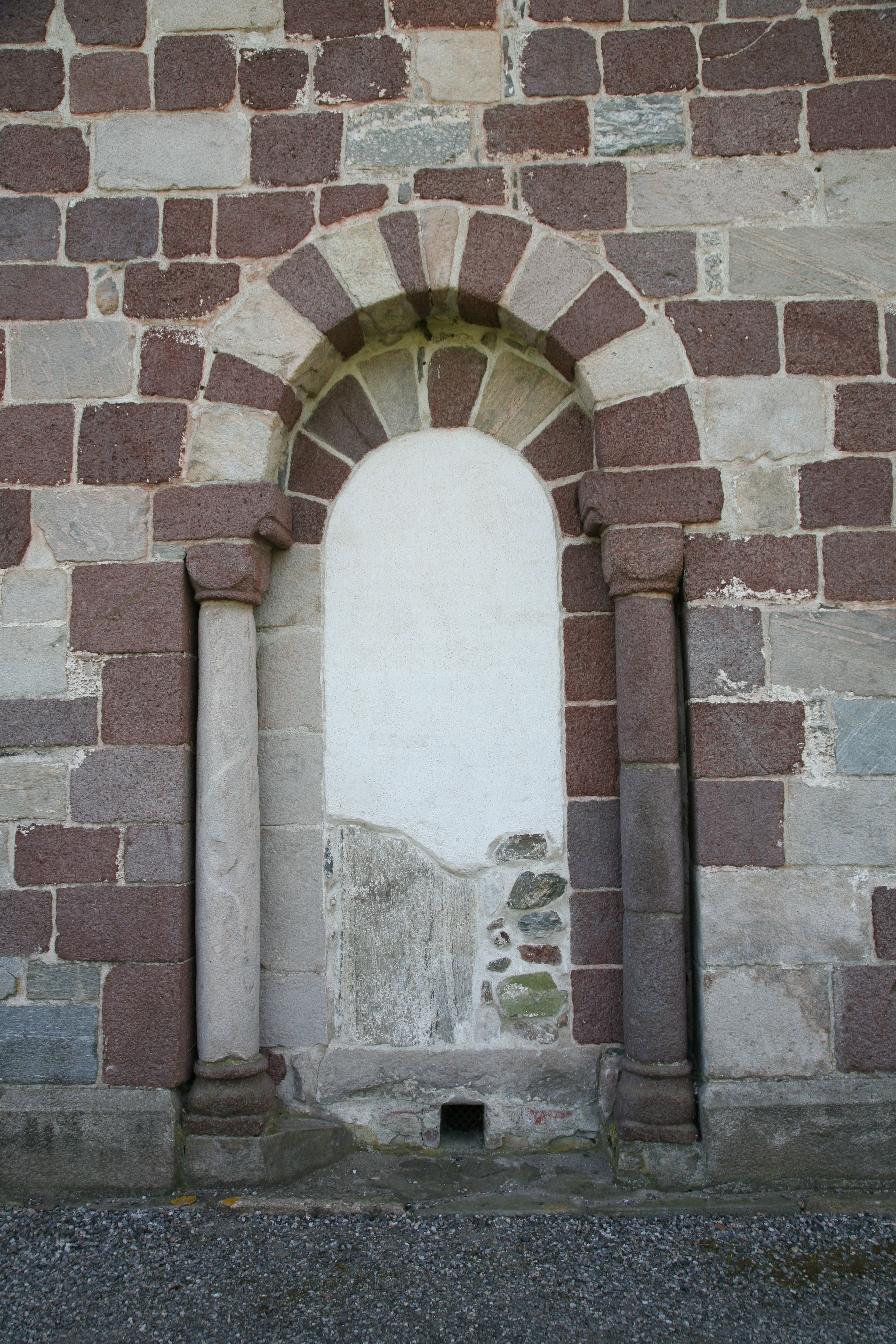
Ancienne arche
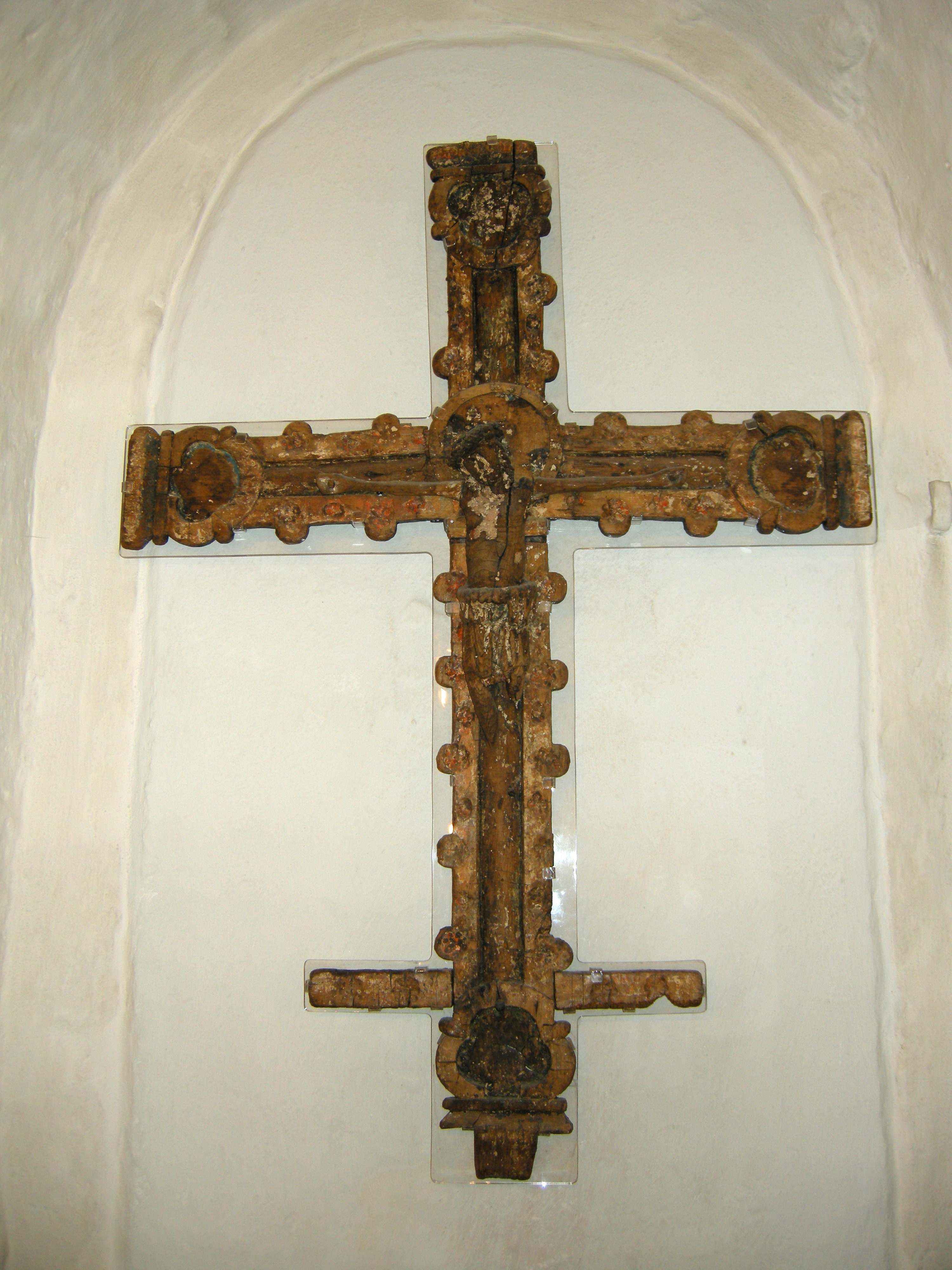
Crucifix